# Camargue (razza bovina)
La Camarghese (fr. Taureau de Camargue; oci. Raço di Biòu) è una razza bovina originaria della Camargue, la zona umida del delta del fiume Rodano, nel sud della Francia. Di dimensioni relativamente ridotte (400 kg di peso per i maschi) e mantello uniformemente nero o bruno scuro, viene allevata per la carne e per l'utilizzo nello sport tradizionale della "Corsa camarghese" (fr. course camarguaise), una specie di corrida senza spargimento di sangue, in cui i raseteurs devono cercare di rimuovere una coccarda dalla fronte del toro.

## Storia
La Camarghese è una delle due razze bovine tipiche della Camargue, l'altra è la Brava o Race de Combat, una razza da combattimento introdotta nel XIX secolo dalla Spagna. Entrambe le razze sono oggi associate alle tradizioni rurali e culturali locali insieme ai gardians, i pastori a cavallo che gestiscono il bestiame servendosi dei piccoli cavalli della Camargue.

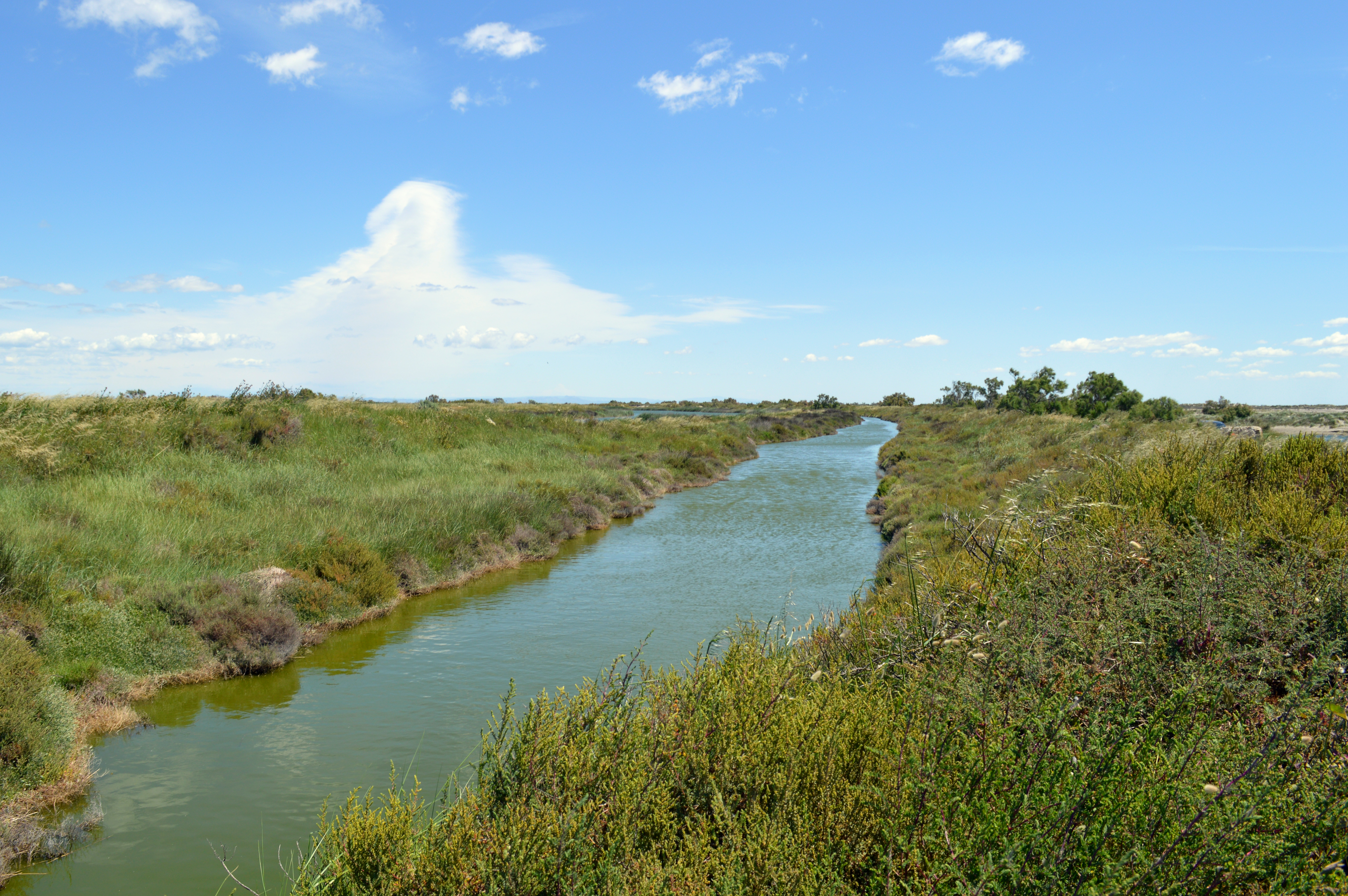
Scorcio del Parco naturale regionale della Camargue entro i cui confini la Camarghese è allevata da generazioni.

L'antenato del Camarghese fu il Bos taurus ibericus, una sottospecie dell'uro (Bos taurus primigenius) diffusa nell'Europa sudoccidentale, dalla Camargue al delta del Guadalquivir. Questo animale si differenziava dalla sottospecie dell'Europa centrale per le dimensioni minori e la corporatura più snella e agile. Razze che ricordano molto da vicino questi bovini selvatici dell'Europa meridionale, oltre a quella di cui stiamo trattando, sono la Corsicana ed il Toro de lidia delle celebri corride iberiche. Il forte legame mantenuto da queste razze con l'antenato ancestrale è il motivo per cui furono incluse nell'esperimento di breeding back novecentesco, ancora oggi in corso, che portò alla selezione del c.d. "pseudo-uro".
Il Raço di Biòu è stato allevato per secoli allo stato semi-selvatico nelle zone umide della Camargue, nel dipartimento delle Bouches-du-Rhône nella regione della Provenza-Alpi-Costa Azzurra, e della Petite Camargue, nella dipartimento del Gard nella regione dell'Occitania.
Nel 1869, alcuni allevatori introdussero in Camargue il toro da combattimento spagnolo, simile al Camarghese, come anticipato, ma più grosso (anche 600 kg per i maschi). Nel 1996 le carni bovine delle due razze della Camargue o degli incroci tra esse hanno ricevuto lo status di Appellation d'origine contrôlée ("AOC") come "Taureau de Camargue". Il nome della razza Camargue venne cambiato in Raço di Biòu, adottando la denominazione tradizionale occitana, e fu istituito un libro genealogico.

## Caratteristiche
Il Raço di Biòu è uniformemente nero, talvolta bruno scuro, le mucose sono scure e le corna sono grandi, grigie alla base, bianco crema al centro e scure alle punte. Oltre alle dimensioni minori, la grande differenza rispetto alla Brava sono appunto le corna, con le punte rivolte verso l'alto.

## Allevamento e gestione
Il Raço di Biòu è allevato in modo estensivo nelle zone umide della Camargue. I bovini sono tenuti in manade e pascolati da guardiani a cavallo. I bovini contribuiscono al mantenimento di vaste aree delle zone umide della Camargue e sono anche considerati un'attrazione turistica. L'amministrazione del Parco naturale regionale della Camargue partecipa a diversi aspetti della gestione della razza, tra cui la registrazione delle nascite e degli accoppiamenti e l'organizzazione delle corse camarghesi.
La carne del Raço di Biòu, come quella della Brava e dei relativi incroci, come anticipato, può – nel rispetto di rigorose condizioni di pascolo, di zona e di metodi di produzione – essere commercializzata con la AOC "Taureau de Camargue". Sono esclusi dalla macellazione gli animali che hanno partecipato alle corse dei tori. Ogni anno vengono venduti circa 2000 capi per la carne bovina.

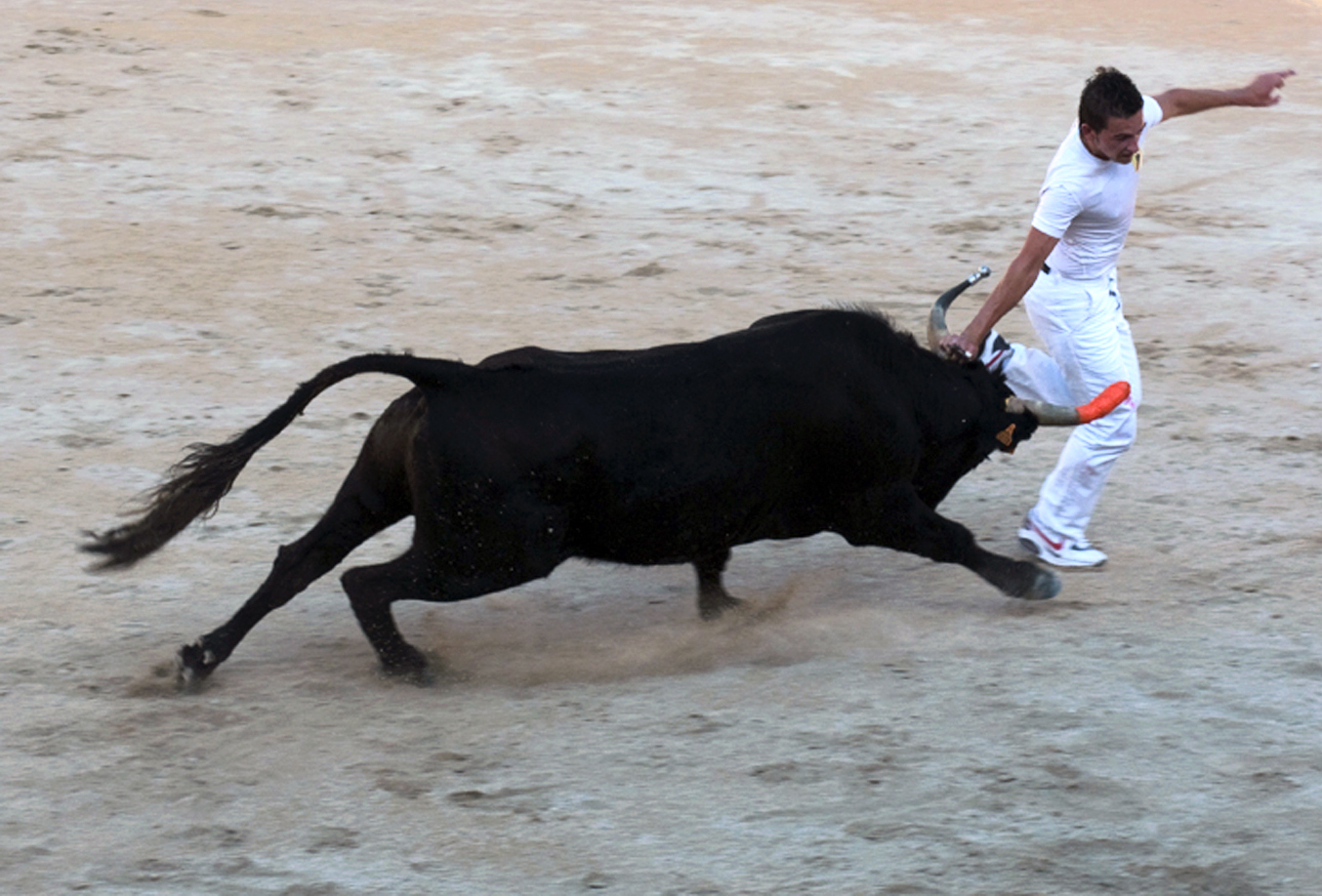
La corsa camarghese.

Il Raço di Biòu viene allevato principalmente per lo sport tradizionale della "Corsa camarghese", una corsa incruenta in cui vengono utilizzati quasi sempre dei buoi e non dei tori veri e propri. Nell'arena, i raseteurs devono cercare di togliere una coccarda dalla fronte del toro. I buoi vengono condotti a piedi nell'arena da guardiani a cavallo, il c.d. "abrivado", e riportati alla manade allo stesso modo (il "bandido").

## Conservazione
Pur legata ad un areale geografico ristretto, la razza, in ragione del riconoscimento di AOC, era in buono stato di conservazione sin dal 2007. La popolazione dei tori da combattimento nel 2014 è stata indicata in oltre 5000 esemplari, mentre quella dei Raço di Biòu in oltre 10000.